# Carlo Mayr
Francesco Carlo Mayr (* 3. Oktober 1810 in Ferrara; † 24. Juli 1882 in Rom) war ein italienischer Jurist und Politiker während des Risorgimento.

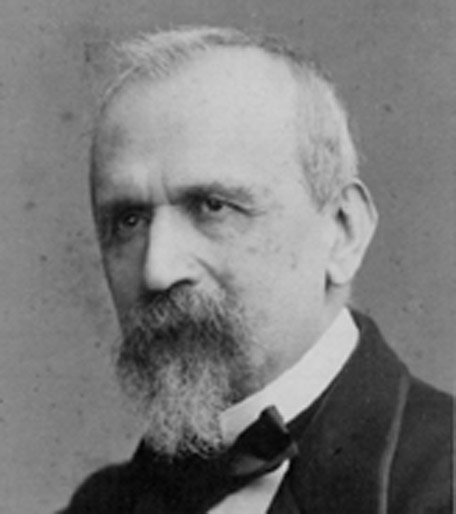
Carlo Mayr

## Leben
Er wurde als Sohn von Giuseppe Mayr und Maddalena Beltramini geboren, die ursprünglich aus Bayern stammten. Er schloss sein Studium mit den besten Noten ab und entschied sich für den Beruf des Rechtsanwalts. Schon während seines Studiums kam er mit Mitgliedern der Carbonari in Kontakt und trat wenig später der Giovine Italia bei. 1831 beteiligte er sich an den Aufständen in den Herzogtümern Parma und Modena. Als Anwalt verteidigte er Patrioten und Liberale und wurde deshalb bald von der Polizei überwacht.
Bei Ausbruch der Aufstände von 1848 war er Major der Bürgerwehr und Mitglied der Kommission, die mit den Österreichern verhandelte und die Kapitulation der Festungen Ferrara und Comacchio erreichte.
Ende Juni 1848 übernahm er die provisorische Redaktion der Gazzetta di Ferrara, einer liberalen „politischen, wissenschaftlichen und literarischen Zeitung“, die wenige Wochen zuvor von seinem Cousin Francesco Mayr gegründet worden war, der sich damals als Mitglied der Abgeordnetenkammer in Rom aufhielt. Durch seine rege Korrespondenz war er stets über die Ereignisse in der Hauptstadt informiert.
Bei den Wahlen vom 21. Januar 1849 wurde er Abgeordneter in der konstituierenden Versammlung der kurz darauf gegründeten Römischen Republik, in deren Regierung er auf Wunsch von Giuseppe Mazzini das Amt des Innenministers übernahm. Nach der Rückkehr des Papstes musste er ins Exil gehen. Als 1859 der Krieg mit Österreich ausbrach, kehrte er nach Ferrara zurück und wurde zum Intendanten von Forlì ernannt.
Bei den Wahlen zur siebten Legislaturperiode (1860), der letzten des Königreichs Sardinien, wurde er zum Abgeordneten des Wahlkreises Ferrara gewählt. Die Wahl wurde jedoch annulliert, da er zu diesem Zeitpunkt Generalintendant von Bologna war. In der folgenden Legislaturperiode (1861) wurde er im selben Wahlkreis mit 300 von 387 Stimmen wiedergewählt.
1861 wurde er Commendatore und Mitglied des Ordens der Heiligen Mauritius und Lazarus und am 6. Dezember 1868 Senator.
Neben seinem Haus in Ferrara erinnert seine Büste auf dem Janiculum-Hügel daran, dass er sich um das Heimatland verdient gemacht hat.

## Ehrungen

### Italienische Orden
- Cavaliere di Gran Croce decorato di Gran Cordone dell’Ordine della Corona d’Italia
- Orden der Heiligen Mauritius und Lazarus

### Ausländische Orden
- Großkreuz des Franz-Joseph-Orden